# Фронтальна схема роботи гірничої машини
Фронтальна схема роботи гірничої машини (рос. фронтальная схема работы горной машины, англ. frontal scheme of a mining machine operation, нім. Frontbetbetrieb m der Bergbaumaschine) — технологічна схема виймання, при якій напрямок переміщення машини в очисному вибої збігається з напрямком його посування. Виймання корисної копалини здійснюється одночасно за всією довжиною очисного вибою.